# Androcentrisme

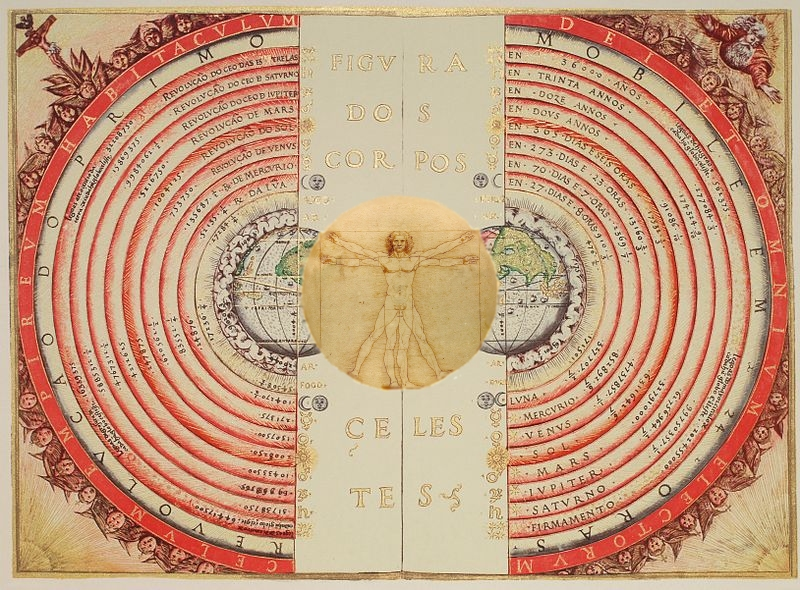
Després que a l'Europa medieval es considerés Déu com el centre del món, a partir del renaixement el centre era l'home, i aquesta idea no incloïa les dones.

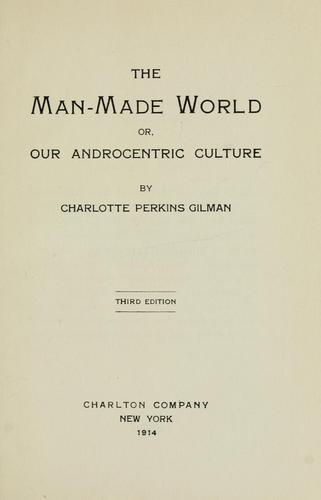

L'androcentrisme és la visió del món i de la cultura centrada en el punt de vista masculí. Posa l’home com a centre o protagonista de la història, en detriment de les dones, la importància de les quals es minimitza, invisibilitza o no es pren en consideració. Considera l'home com el centre i la mesura del món. Està relacionat amb l'universalisme masculí. Emmarca les capacitats de l'ésser masculí com motor individual i universal de l'esdevenir humà. Considera, doncs, el moment o configuració de la ment masculina clàssica, com referent universal en oposició a l'immòbil, a l'immutable, a l'estàtic. L'androcentrisme silencia i invisibilitza el pensament, l'experiència i les representacions que no han estat escrites des de la ment de l'home sinó per dones. La dona, si existeix, ho fa únicament en relació amb algun home o com a objecte per a aquests.
La paraula androcentrisme prové del grec antic ανδρο, andro--> home, mascle i χεντρον, kentron, centre. La pròpia visió androcèntrica del món confon androcentrisme amb antropocentrisme i home amb ésser humà.
El terme va començar a ser utilitzat en el debat científic iniciat per Charlotte Perkins Gilman a començaments del segle xx al seu assaig The Man-Made World; or, Our Androcentric Culture (1911) on va fer una profunda descripció de les pràctiques androcèntriques, així com de les conseqüències que tot aquest sistema de dominació ocasionava a les dones. Aquesta obra ha sigut traduïda al català com El Món de l'home o La nostra cultura androcèntrica al 2017.
Així, l'androcentrisme s'ha d'entendre com una praxi societària on els agents components assumeixen rols funcionals universalitzats. Segons Perkins Gilman, tant els models vitals masculins com les actituds masculines s'afirmen com a universals, mentre que les de les dones són considerades complementàries.
Les persones deixen de ser totes iguals i una part de la població (els homes) s'apropia de la governança sobre la resta de persones (dones i nenes) i expropia la seva autoritat i la seva independència com a individus lliures, passant a ser una classe de segona supeditada als arbitris i decisions del grup dominant, com un grup colonitzat.